# Nature (Dokumentarfilmserie)
Nature ist eine US-amerikanische Dokumentarfilm-Fernsehserie, die seit dem Jahr 1982 produziert wird. Die Regie führten unter anderen Nigel Cole und Bruce Reitherman. In einigen Folgen treten bekannte Schauspieler wie Julia Roberts, Ewan McGregor, Matthew Modine, Anthony LaPaglia, John Ritter und Meg Ryan auf.
Die Serie kreierte George Page, ein Manager des in New York City beheimateten Fernsehsenders WNET.

## Handlung
Die in sich abgeschlossenen Episoden der Serie greifen meist Themen aus den Bereichen Tiere und Pflanzen auf.
Zum Beispiel beschreibt die Folge Die Schöne und das Pferd (Wild Horses of Mongolia with Julia Roberts), die in den USA zum ersten Mal am 22. Oktober 2000 ausgestrahlt wurde, wie die Schauspielerin Julia Roberts einige Wochen mit einer mongolischen Familie verbringt, ihr bei den alltäglichen Aufgaben hilft und das Reiten auf mongolischen Pferden lernt.
In der Folge Meg Ryan und das Geheimnis der weißen Elefanten (The White Elephants of Thailand with Meg Ryan), die in den USA zum ersten Mal am 10. Februar 2002 ausgestrahlt wurde, wird die Schauspielerin mit thailändischen Elefanten konfrontiert. Sie begleitet eine Karawane der Tiere durch die Urwälder des Landes und in der Hauptstadt.

## Auszeichnungen
Die Serie gewann in den Jahren 1988 und 1989 den Emmy Award, in den Jahren 1986 und 2000 wurde sie für diesen Preis nominiert.
Die Folge Vom Waisen zum Herrscher (From Orphan to King) aus dem Jahr 2005, eine der zwei Folgen der Serie mit Julia Roberts, wurde im Jahr 2005 mit einem Preis des Natur- und Tierfilm-Festivals Freyung-Neuschönau für das beste Drehbuch ausgezeichnet.